# Хатов, Иван Ильич
Иван Ильич Хатов (1784—1875) — генерал-лейтенант Русской императорской армии, военный писатель, переводчик и педагог; директор Александровского малолетнего кадетского корпуса.

## Биография
Родился в Санкт-Петербурге 6 (17) декабря 1784 года. Происходил из дворян Пензенской губернии Хатовых, сын статского советника Ильи Меркуловича Хатова (1744—1800); брат генерала Александра Ильича Хатова.
Воспитывался в Императорском сухопутном шляхетном кадетском корпусе при директорах графе Ангальте и Кутузове (впоследствии кн. Смоленском) и в 1800 году был выпущен прапорщиком в Полоцкий мушкетерский полк, а два года спустя, с производством в подпоручики, переведён в Первый кадетский корпус дежурным офицером. Кроме надзора за кадетами, на него возложено было преподавание в старших классах русского языка и ситуации.
В 1820 году Иван Ильич Хатов был назначен дежурным штаб-офицером при главном директоре пажеского и кадетских корпусов (в дальнейшем — Главное управление военно-учебных заведений), а в 1834 году — директором Александровского малолетнего кадетского корпуса.
Хатов принимал весьма деятельное участие в работе «Комитета о сочинении воинского строевого устава», составил все чертежи и планы этого устава. Он также перевёл с немецкого «Об атаке и обороне крепостей» (1811), «Полевую фортификацию» (1812), «Наставление о съемке мест посредством мензулы» (1812) и «Воинские уставы о строевой пехотной и кавалерийской службе прусских войск» (1813); с французского — «Памятную книжку для военных людей», напечатанную в 1818 году на счет Кабинета Его Величества. За последние два труда ему были пожалованы бриллиантовые перстни.
В 1834 году Хатов был произведен в генерал-майоры, в 1845 году — в генерал-лейтенанты; 75 лет он состоял в офицерских чинах, причём большая часть его службы была посвящена военно-учебной деятельности. Хатов имел уникальную награду — знак отличия беспорочной службы за LX лет. Также ему были пожалованы 2000 десятин земли (1821); табакерка с вензелевым именем Е.И.В., украшенная бриллиантами (1850) и табакерка с портретом Е.И.В. (1853).
Умер 31 октября (12 ноября) 1875 года в Санкт-Петербурге. Похоронен в Сергиевой Приморской пустыни.
Уже после его смерти был напечатан в «Древней и новой России» (1877, II т.) его труд 1840 года — «Вопрос о смертной казни в Сибири».
Был женат на Ольге Алексеевне Хатовой (в девичестве Скрыпицына; 27.12.1793—30.06.1873); в браке у них родились трое детей (Елизавета, Ольга и Алексей).